# المپیاد توکیو (فیلم)
المپیاد توکیو (انگلیسی: Tokyo Olympiad) یک فیلم مستند ژاپنی محصول ۱۹۶۵ به کارگردانی (توسط کن ایچیکاوا است که مستند بازی‌های المپیک تابستانی ۱۹۶۴ در توکیو است.